# Alex
Alex je moško in žensko osebno ime.

## Izvor imena
Ime Alex je različica moškega osebnega imena Aleksander.

## Pogostost imena
Po podatkih Statističnega urada Republike Slovenije je bilo na dan 31. decembra 2007 v Sloveniji število  moških oseb z imenom Alex: 397.

## Osebni praznik
Osebe z imenom Alex godujejo takrat kot osebe z imenom Aleksander.